# Ho Pha Keo
L'Ho Pha Keo (in lingua lao: ຫໍພະແກ້ວ, trasl. Hò Phà Kèw, letteralmente: altare del Buddha di Smeraldo; trasl. in inglese: Haw Pha Kaew) era un tempio buddhista (vat) eretto nel 1565 a Vientiane, nell'odierno Laos, e trasformato nel XX secolo in un museo.

## Storia
Fu fatto costruire da Setthathirat I, sovrano del Regno di Lan Xang e patrono del Buddhismo Theravada, per ospitare il Buddha di Smeraldo (in lingua lao: Phra Keo), la sacra statua in giadeite o diaspro verde raffigurante Buddha. Setthathirat era stato anche il re di Lanna, ed aveva portato con sé la sacra immagine da Chiang Mai quando si era trasferito a Lan Xang pochi anni prima. Secondo la leggenda incisa all'entrata del tempio di Chiang Rai, dove era stato custodito per alcuni anni, il Buddha di Smeraldo fu donato dagli dei al santo buddhista Nagasena dell'odierna Patna nel 234 a.C..
Originariamente il tempio di Vientiane venne chiamato Vat Pha Keo e fu utilizzato anche come cappella reale dai re di Lan Xang. Mantenne tale nome fino al 1779, quando le armate siamesi occuparono Vientiane e lo portarono con sé come bottino di guerra a Thonburi, l'allora capitale siamese. Divenne il palladio della monarchia siamese ed in seguito fu portato nell'analogo Wat Phra Kaew di Bangkok, dove si trova tuttora.
Dopo essere stato depredato della statua, il tempio prese il nome attuale di Ho Pha Keo, l'altare del Buddha di Smeraldo, riferito all'altare su cui era posizionata la sacra immagine. Nel 1828 vi fu una nuova invasione siamese per reprimere la rivolta indipendentista del re di Vientiane Anuvong. Il tempio fu distrutto assieme a tutta la città, gli abitanti furono deportati nell'odierno Isan ed il regno di Vientiane (uno dei tre regni in cui si era frazionato Lan Xang) venne annesso al Siam.
L'Ho Pha Keo fu ricostruito dai colonizzatori dell'Indocina francese tra il 1936 ed il 1942. I lavori furono eseguiti sotto la supervisione del principe Suvanna Phuma, un architetto membro della famiglia reale che sarebbe divenuto in seguito primo ministro dell'indipendente Regno del Laos.

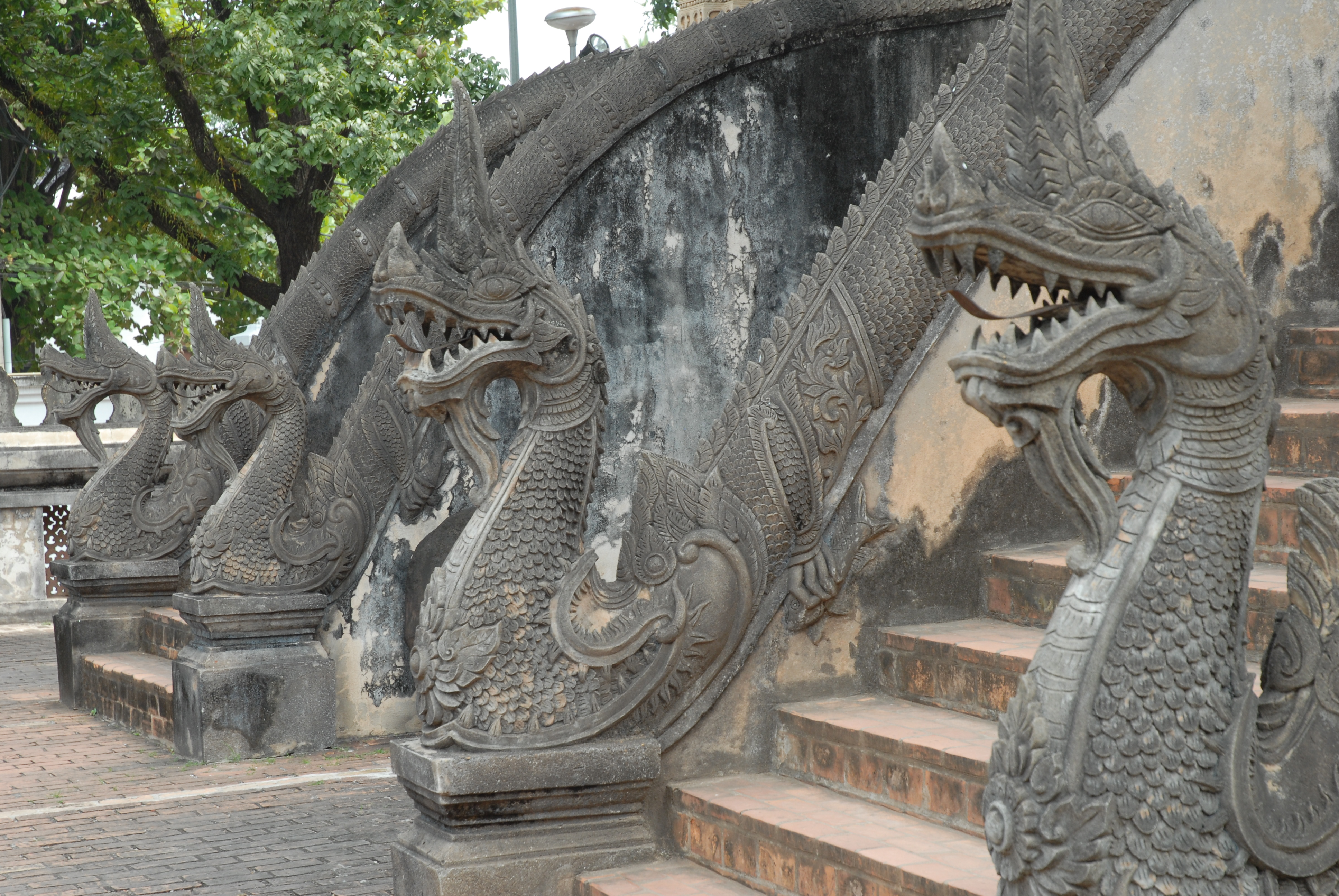
I nāga che proteggono l'ingresso dell'edificio
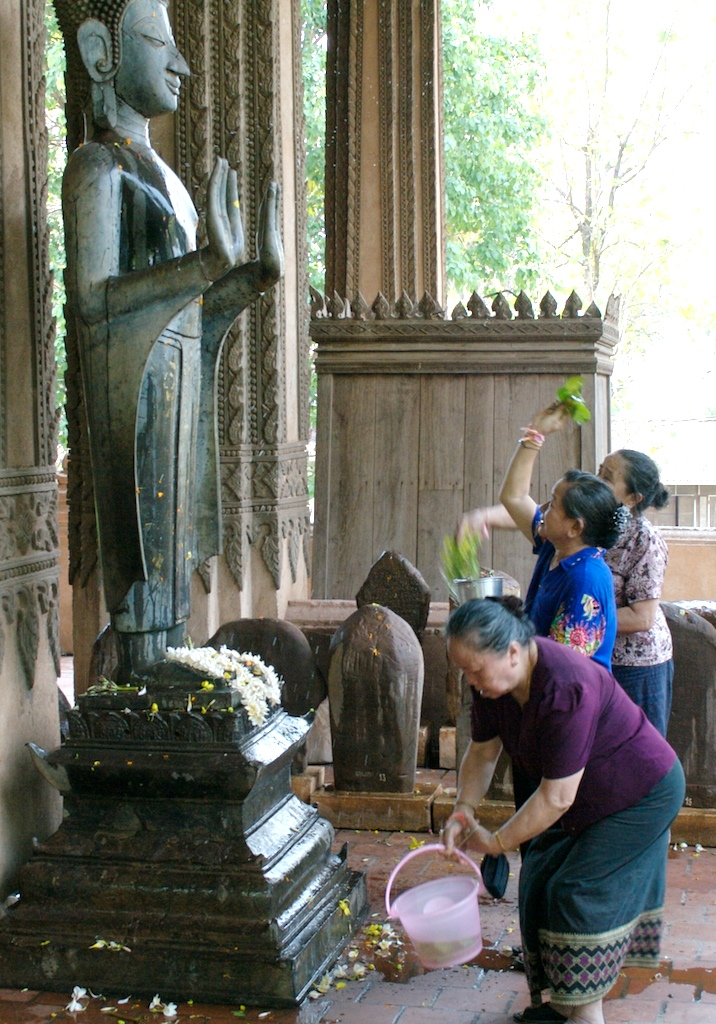
Tradizionale abluzione delle statue del Buddha all'esterno del tempio durante il Songkran, il capodanno del Buddhismo Theravada
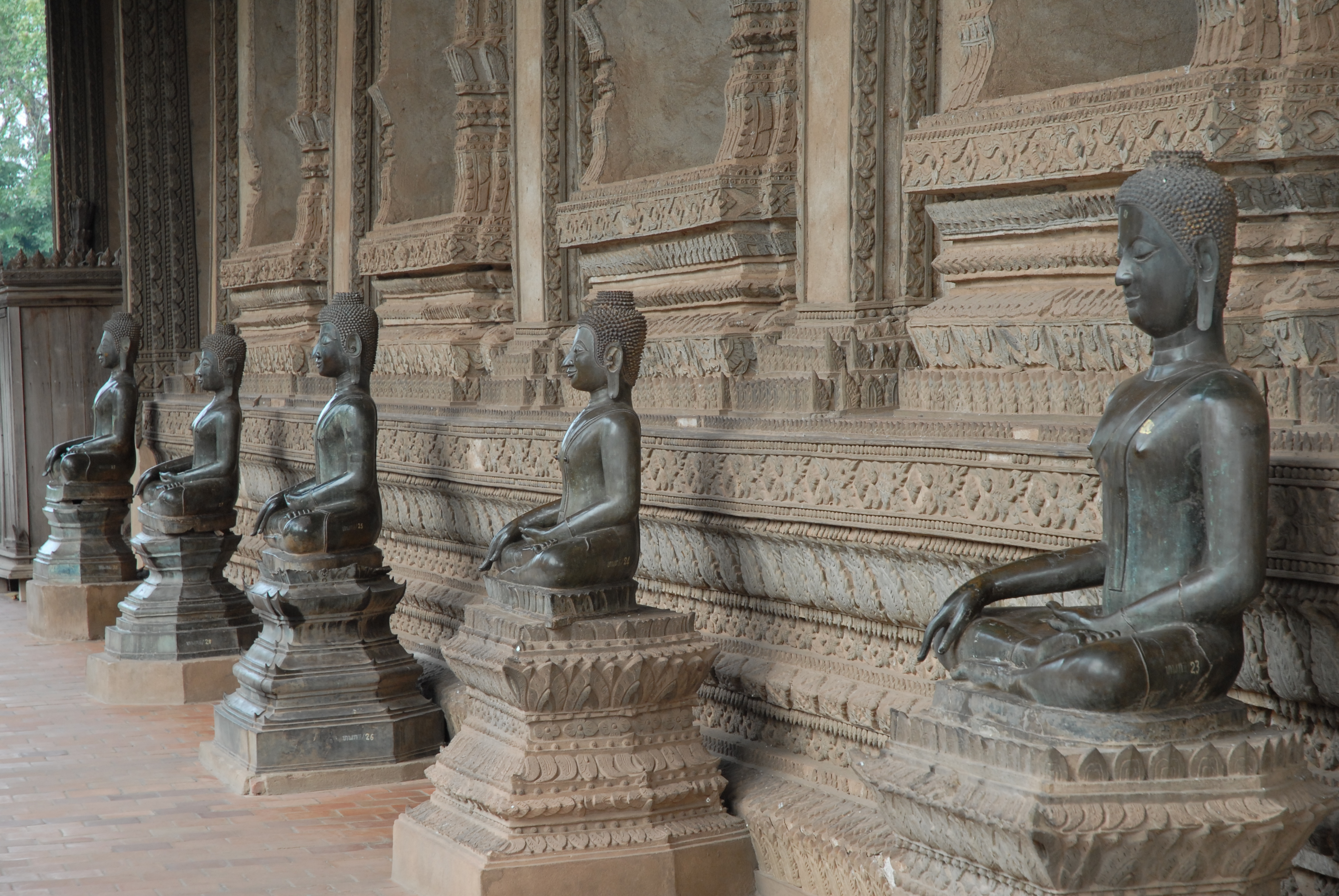
Alcune delle statue lungo il perimetro esterno
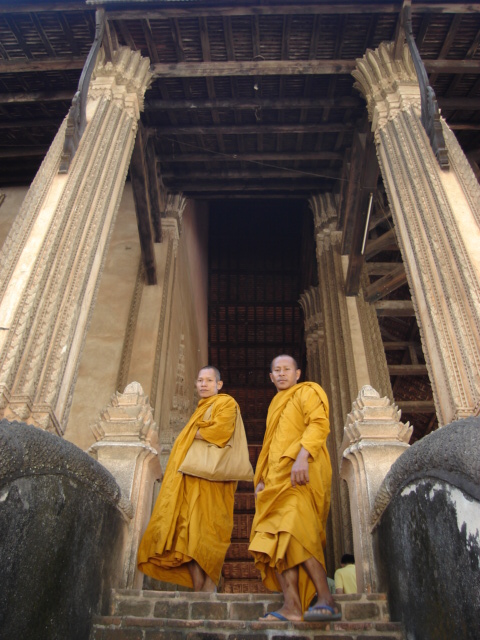
Monaci buddhisti e struttura in legno del tetto
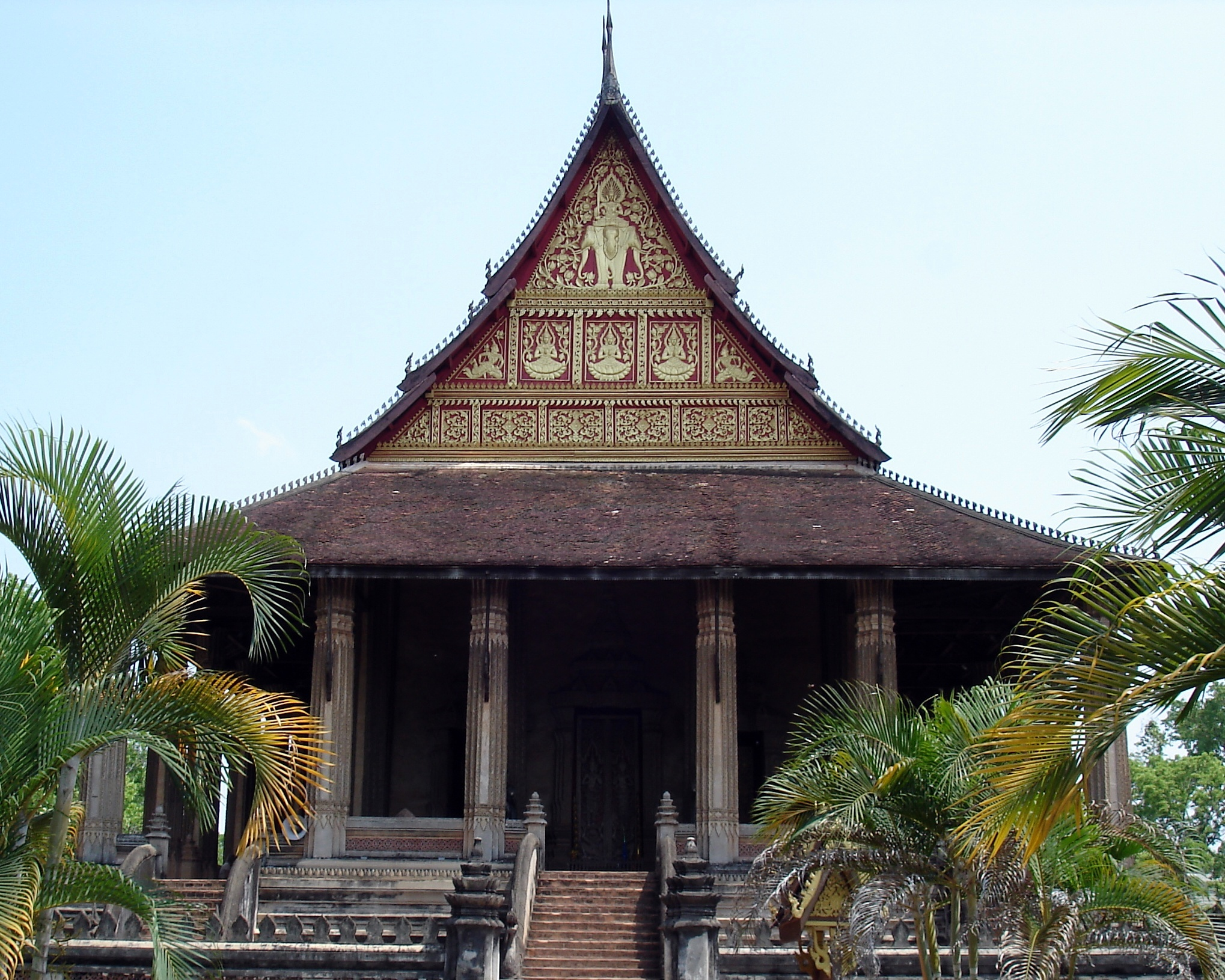
Vista frontale dell'edificio

## Museo
Il tempio successivamente ha cambiato destinazione ed ospita attualmente un museo. All'interno della vasta sala, oltre all'altare del Buddha di Smeraldo, si trovano un trono dorato, numerose sculture e incisioni in legno di immagini sacre, una stele buddhista di origine khmer, tamburi in bronzo ed antichi manoscritti. Altre statue circondano il lato esterno dell'edificio. L'ultima ristrutturazione è avvenuta nel 1993.